# Bianchi Triciclo
Das Bianchi Triciclo ist ein Motordreirad. Hersteller war Bianchi in Italien, die seinerzeit noch als Fabbrica Automobili e Velocipedi Edoardo Bianchi firmierten.

## Beschreibung

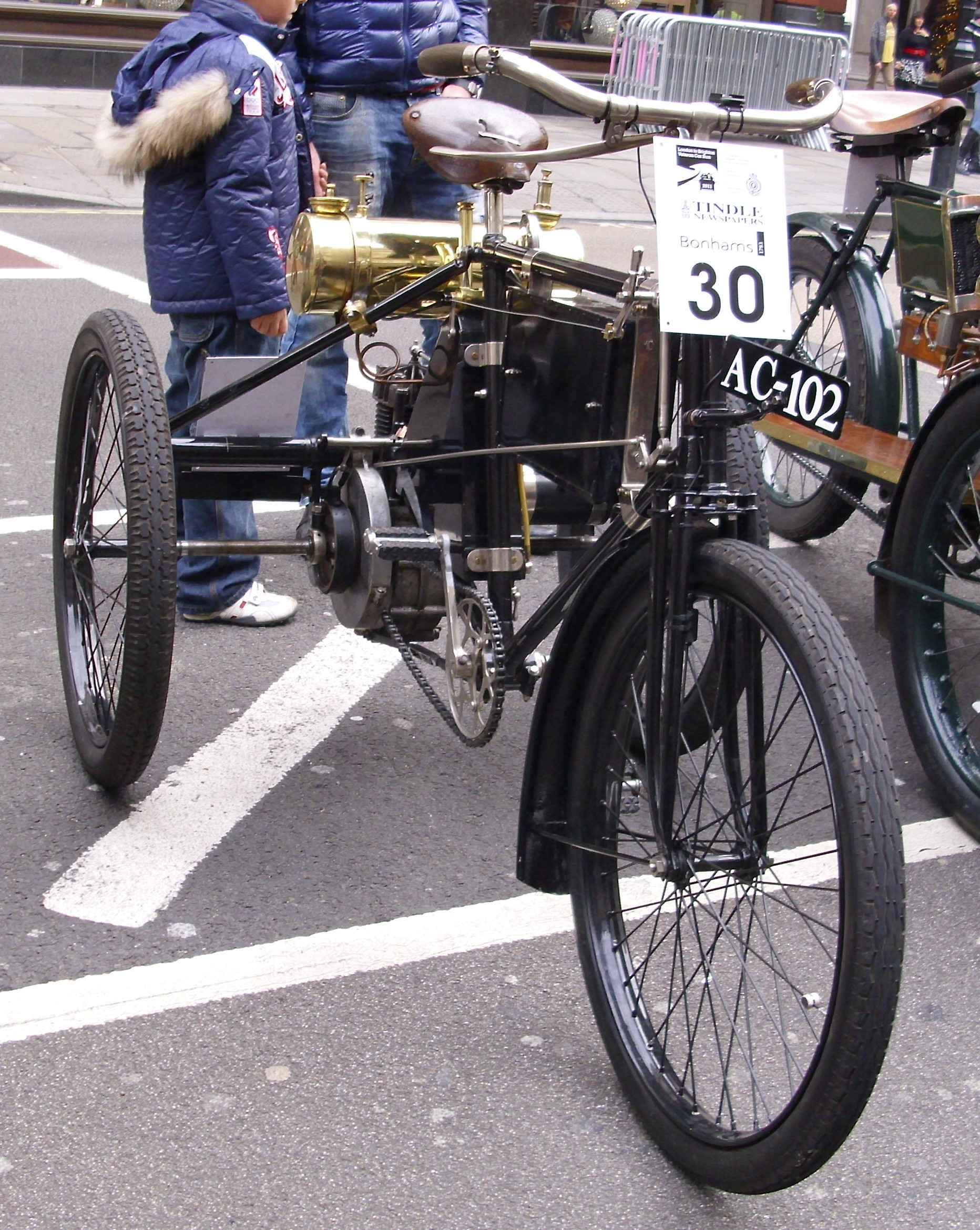
Vergleichsweise ein De-Dion-Bouton-Motordreirad von 1899. Die Vorderradgabel weicht von jener von Bianchi ab.

Das Fahrzeug war das erste mehrspurige Gefährt des Herstellers. Die älteste bekannte Erwähnung stammt vom 9. November 1899. Damals berichtete die Zeitung La Provincia di Brescia, dass zwei dieser Fahrzeuge auf einer Ausstellung präsentiert wurden. In der La Sentinella Bresciana folgte am nächsten Tag ein gleichlautender Bericht.
Es war ein Motordreirad nach Art des De-Dion-Bouton-Motordreirads und des Tricycles von Phébus. Das einzelne Vorderrad wurde gelenkt. Der Antrieb erfolgte auf die beiden Hinterräder.
Die Fahrzeuge hatten einen De-Dion-Bouton-Einzylindermotor. Er leistete 2,25 PS. Der Motor war luftgekühlt. Jeweils 70 mm Bohrung und Hub ergaben 269 cm³ Hubraum. De Dion-Bouton baute einen Motor dieser Stärke ab Juni 1899 in Fahrzeuge ein, sodass die obige Datierung von November 1899 plausibel ist. Der Motor war zwischen den Hinterrädern eingebaut. Das Fahrzeug bot nur Platz für eine Person.
Im 1902er Katalog von Bianchi ist das Fahrzeug noch enthalten. Die letzte bekannte Erwähnung des Fahrzeugs findet sich im Bianchi-Katalog von 1903, weiterhin mit dem 2,25-PS-Motor.